# Natasha Yarovenko
Natasha Yarovenko, née à Odessa le 23 juillet 1981, est une actrice ukrainienne.

## Biographie
Elle est née de mère russe et de père ukrainien mais se considère comme russe. Bien que ses parents soient ingénieurs, Natasha fait des études de philologie (russe et anglais). 
En l'an 2000 toute la famille s'installe à Barcelone. 
Elle fait ses premières apparitions comme actrice à la télévision catalane et dans des courts-métrages puis obtient son premier rôle substantiel en 2004 dans le film Jovenes avant de participer avec un succès croissant à plusieurs séries télévisées. 
Natasha Yarovenko obtient une certaine renommée internationale en 2010 en partageant avec Elena Anaya le rôle principal du film saphique de Julio Medem, Habitación en Roma.
En 2013, elle intègre la distribution de la série El Capitan diffusée en France sur Arte.

## Filmographie
- 2003 : La dona de gel (téléfilm) : Tània Gustova
- 2004 : Estúpidos, basado en hechos reales
- 2004 : Jovenes : Marta
- 2005 : Ventdelplà (série télévisée) : Tatiana
- 2006 : Omar Martínez (téléfilm) : Olga
- 2007 : Hospital Central (série télévisée) : Liuva
- 2008 : Diario de una ninfómana : Mae
- 2008-2009 : Lalola (série télévisée) : Romina
- 2009 : Negro Buenos Aires : Alma
- 2010 : Inocentes (mini-série télévisée) : Svetlana
- 2010 : Habitación en Roma : Natasha
- 2010 : Pelotas (série télévisée)
- 2011 : Prince Killian et le trésor des templiers : Sigrid
- 2011[réf. nécessaire] : Aftershock : Irina
- 2013 : Las aventuras del Capitán Alatriste (es)[1] (série télévisée) : María de Castro